# Топор (герб)
Топор (Топур, Старжа, Колек, Колки) (пол. Topór, Starza, Starscha, Kolek, Kolki) — польский дворянский герб (гласный герб).

## Описание и история
В поле червлёном топор, остриём обращённый вправо. Лезвие у него серебряное, рукоятка золотая. На самом железе изображена луна с несколькими кружками. В нашлемнике такой же топор в наклонённом только положении. Самая фигура усвоила этому гербу название Топор; а по древней фамилии Старжа, которой он был впервые пожалован, дано этой эмблеме и другое название Старжа (пол. Starza).
Герб Топор считается одним из старейших польских шляхетских знаков. Впервые он был использован в XIII в. Вплоть до Городельской унии включал в себя примерно 220 родов польской шляхты. В настоящее время их число возросло до 370. Герб был распространён в основном в Кракове, Люблине, Сандомире.

## Герб используют
А
1. Абакевичи (Abakiewicz)
2. Александровские (Aleksandrowski)

Б
1. Балицкие (Balicki)
2. Барлюнинские (Barluninski)
3. Бахминские (Bachminski)
4. Беловешкины (Belovesskin, Beloveskiy)
5. Белицкие (Bielicki)
6. Белхацкие (Белчацкие, Belchacki, Belhacki, Belczacki)
7. Бендковские (Bendkowski)
8. Бентковские (Bentkowski, Betkowski, Bendkowski)
9. Бесекерские (Biesiekierski)
10. Бесерские (Biesierski)
11. Бие фон Бие (Bye, Bye von Bye)
12. Бийе (Bije)
13. Бирковские (Birkowski)
14. Блечинские (Bleczinsky)
15. Блисковские (Bliskowski)
16. Богуские (Boguski)
17. Богуцкие (Bogucki)
18. Богуши (Bogusz)
19. Бокевичи (Bokiewicz)
20. Бокша (Boksza)
21. Бонкевичи (Bakiewicz)
22. Бокшанские (Bokszanski)
23. Боратынские (Boratynski)
24. Борковские (Borkowski)
25. Борсуки (Borsuk)
26. Бржеские (Brzeski)
27. Бржозовские (Brzozowski)
28. Броневские (Broniewski)
29. Бруневские (Bruniewski)
30. Будревичи (Budrewicz)
31. Бутримовичи (Butrymowicz)
32. Бутримовские (Butrymowski)
33. Бутримы (Butrym)
34. Бычковские (Byczkowski)
35. Бялосливские (Bialosliwski)

В
1. Валдовские (Waldowski)
2. Визинские (Wizinski)
3. Вильковицкие (Wilkowicki)
4. Влосто (Wlosto, Wlosto гр. Teczynski)
5. Влостовские (Wlostowski)
6. Влосциборские (Wlosciborski)
7. Войновские (Woynowski)
8. Вольские (Wolski)
9. Вонсовские (Wasowski)
10. Вроновские (Wronowski)
11. Всцеклица (Wscieklica)
12. Вуйцицкие (Wojcicki)

Г
1. Гайновские (Gajnowski)
2. Гарлицкие (Garlicki)
3. Гергелевичи (Giergielewicz)
4. Гинек (Hynek)
5. Голянчевские (Golanczewski)
6. Грабовские (Grabowski)
7. Грицевичи (Grycewicze)
8. Граматские (Gramatski)
9. Гржегоржевские (Grzegorzewski)
10. Гроховецкие (Grochowiecki)
11. Грохольские (Grocholski)
12. Грылевские (Grylewski)
13. Гумовские (Gumowski)
14. Гурецкие (Gorecki)

Д
1. Данаборские (Danaborski)
2. Дециус (Decius, Deciusz)
3. Дзевчопольские (Dziewczopolski)
4. Дзержбицкие (Dzierzbicki)
5. Дзержковские (Dzierzkowski)
6. Длугоборские (Dlugoborski)
7. Дымские (Dymski)

Е
1. Евлашевские (Jewlaszewski, Iewlaszewski)
2. Езерские (Jezierski)

З
1. Забелло (Zabiello)
2. Загоржанские (Zagorzanski)
3. Заклика (Zaklika)
4. Закржевские (Zakrzewski)
5. Залеские (Заленские, Zaleski)
6. Залуские (Zaluski)
7. Збилюта (Zbyluta, Zbiluta z Teczyna)
8. Збышевские (Zbyszewski)
9. Зверзи (Zwierz)
10. Зегота (Жегота, Zegota)
11. Зельские (Zelski)
12. Земля (Zemla)
13. Злотковские (Zlotkowski)
14. Зренцкие (Zrecki)
15. Зули (Zula)

К
1. Калинские (Kalinski) (ОГ IX, 126)
2. Каминские (Kaminski)
3. Канишевские (Kaniszewski)
4. Каплинские (Kaplinski)
5. Капстынские де Зенчин (Kapstynski de Zeczyn)
6. Капустинские (Kapustynski)
7. Кемпские (Kepski)
8. Керглевичи (Герглевичи, Kierglewicz, Giergielewicz)
9. Кисельницкие (Kisielnicki)
10. Кленские (Klonski)
11. Климукнтовские (Klimuntowski)
12. Клобучинские (Klobuczynski)
13. Ковнацкие (Kownacki)
14. Козельские (Kozielski)
15. Конарские (Konarski)
16. Корженицкие (Korzenicki)
17. Кормилицыны (ОГ VIII, 126)
18. Корнацкие (Kornacki)
19. Корыцинские (Korycinski)
20. Кочарские (Koczarski)
21. Краковчики (Krakowczyk)
22. Красенские (Krasienski)
23. Краснопольские (Krasnopolski)(ОГ VIII, 142)
24. Кржелевские (Krzelowski)
25. Кржетовские (Krzetowski)
26. Крживчицкие (Krzywczycki)
27. Кржиские (Krzyski)
28. Кржуцкие (Krzucki)
29. Кролевецкие (Krolevecki)
30. Крыницкие (Krynicki)
31. Ксенские (Ksieski)
32. Ксенские (Xieski)
33. Кунат (Kunat)
34. Кунашевские (Kunaszewski)
35. Куржевские (Kurzewski)
36. Куровские (Kurowski)

Л
1. Лабышские (Labyszcki)
2. Ловенецкие (Lowieniecki) (ОГ VII, 146)
3. Ловиницкие (Lowinicki)
4. Луковские (Lukowski)
5. Льгоцкие (Lgocki)
6. Лясковницкие (Laskownicki)
7. Ляча де Сецехов (Lacza de Sieciechow)

М
1. Малжинские (Malzynski)
2. Маломенцкие (Malomiacki)
3. Марцинковские (Marcinkowski)
4. Марциновские (Marcinowski)
5. Масломенцкие (Maslomiecki)
6. Матушевские (Matuszewski)
7. Медзвецкие (Miedzwiecki)
8. Менджигоржа (Miedzygorza)
9. Менджигурские (Miedzygorski)
10. Минишевские (Miniszewski)
11. Млодзовские (Mlodzowski)
12. Модлишевские (Modliszewski)
13. графы и дворяне Моравицкие (Morawicki, v. Morawitzky auf Tenczin u. Rudnitz)
14. графы и дворяне Морские (Morski, v. Morsky)
15. Мошгавские (Moszgawski)

Н
1. Навой (Nawoy)
2. Нарбуты (Narbut)
3. Нашион (Naszyon)
4. Неборские (Nieborski)
5. Недровские (Niedroski, Niedrowski)
6. Незнанские (Nieznanski)
7. Неканда (Nekanda)
8. Немировичи (Niemirowicz)
9. Норвиды (Norwid)
10. Носевичи (Nosewicz, Nossewicz)
11. Носовичи (Nosowicz, Nossowicz)
12. Носы (Nos)

О
1. Обедзинские (Obedzinski)
2. Обидзинские (Obidzinski)
3. Ободзинские (Obodzinski)
4. Обрихт (Obrycht)
5. Одоликовские (Odolikowski)
6. Околовичи (Okolowicz)
7. Околовы (Okolow)
8. Окуличи (Okulicz)
9. князья, графы и дворяне Оссолинские (Ossolinski, v. Tenczyna, Ossolinski z Teczyna)
10. Островицкие (Ostrowicki)
11. Островские (Ostrowski)
12. Охабовичи (Ochabowicz)
13. Очеховские (Oczechowski)

П
1. Палуки (Paluk, Paluka)
2. Панигродские (Panigrodzki)
3. Пачолтовские (Paczoltowski)
4. Пачинские (Paczynski)
5. Пекарские (Piekarski)
6. Пелка (Pelka)
7. Пемперские (Pemperski)
8. Пиановские (Pianowski)
9. Пилецкие (Pilecki)
10. Пильчицкие (Pilczycki)
11. Пиотрковские (Петрковские) (Piotrkowski)
12. Писаржевские (Pisarzewski)
13. Плаза (Plaza)
14. Пласка (Plaska)
15. Плешовские (Pleszowski)
16. Плоцкие (Plocki)
17. Плясковские (Пленсковские) (Plaskowski)
18. Побурские (Poburski)
19. Покрамовичи (Pokramowicz)
20. Пржесполевские (Przespolewski, Przezpolewski)
21. Прусиновские (Prusinoski, Prusinowski)

Р
1. Рабштынские (Rabsztynski)
2. Раковские (Rakowski)
3. Рапчинские (Rapczynski)
4. Рапштынские (Rapsztynski)
5. Рачинские (Raczynski)
6. Регульские (Regulski)
7. Ржеплинские (Rzeplinski)
8. Ржешовские (Rzeszowski)
9. Робачинские (Robaczynski)
10. Роковские (Rokowski)
11. Ронмбчинские (Rambczynski)
12. Росперские (Rosperski)
13. Рот (Roth)
14. Рыковские (Rykowski)
15. Рыкрские (Rykrski)
16. Рытаровские (Rytaroski, Rytarowski)
17. Рытерские (Ryterski)
18. Рышковские (Ryszkowski)

С
1. Сарновские (Sarnowski)
2. Секержецкие (Siekierzecki)
3. Сецех (Sieciech, Siziech)
4. Сецеховские (Sieciechowski, Siziechowski)
5. Скржелевские (Skrzelowski)
6. Скржетуские (Skrzetuski)
7. Скродские (Skrodzki)
8. Славец (Slawiec)
9. Славяновские (Slawianowski)
10. Сладовские (Sladowski)
11. Слезановские (Slezanowski)
12. Сленжаноские (Slezanoski)
13. Слуповские (Slupowski)
14. Слупские (Slupski)
15. Смошевские (Smoszewski)
16. Соляйские (Solayski, Solajski)
17. Соснецкие (Sosniecki)
18. Старенские (Stareski)
19. Старжа (Starza)
20. Старжевские (Starzewski)
21. Старжон (Starzon)
22. Староленские (Staroleski)
23. Стражон (Strazon)
24. Страшковские (Straszkowski)
25. Субинские (Subinski)
26. Супинские (Supinski)

Т
1. графы и дворяне Тарло (Tarlo, Tarlo z Szczekarzewicz)
2. Тарнавецкие (Tarnawiecki)
3. Тарновецкие (Tarnowiecki, Tharnowiecki)
4. Тенчинские (Teczynski)
5. Томишевские (Tomiszewski)
6. Топорские (Toporski)
7. Топуры (Topor)
8. Требка (Trebka)
9. Треленские (Treleski)
10. Трепка (Trepka, Trepka Nekanda)
11. Тржцинские (Trzcinski)
12. Трильские (Trylski)
13. Трленские (Trleski, Trlenski)
14. Тромбчинские (Trabczynski, Trabczynski Otto, Trambczynski, Trampczynski Otto)
15. Тулковицкие (Tulkowicki, Tulkowiecki), графы из Тынца (z Tynca)

У
1. Узловские (Uzlowski)

Ф
1. Фарановские (Faranowski)

Х
1. Харменские (Charmeski)
2. Хоцешевские (Chocieszewski, Chociszewski)
3. Хроберские (Chroberski)
4. Хроборские (Chroborski)
5. Христовские (Chrystowski)

Ц
1. Цалинские (Calinski)
2. Цесельские (Ciesielski)
3. Циковские (Cikowski)

Ч
1. Чесницкие (Czesnicki)
2. Чижевские (Czyzewski)
3. Чижовские (Czyzowski)
4. Чодлинские (Czodlinski)

Ш
1. Шааф (Schaaf)
2. Шилянские (Szylanski)
3. Шимановские (Szymanowski)
4. Шолайские (Szolayski, Szolajski)

Щ
1. Щавинские (Sczawinski, Szczawinski)

Я
1. Ябловские (Jablowski)
2. Яблонские (Jablonski)
3. Якубовичи (Jakubowicz)
4. Якубовские (Jakubowski, Wolf)
5. Якубские (Jakubski)
6. Янковские
7. Яновские (Janowski)
8. Ярантовские (Jarantowski)
9. Ярновские (Jarnoski, Jarnowski)
10. Яроновские (Jaronowski)
11. Ясинские (Jasinski)
12. Яхновичи (Jachnowicz).

Топор изм
1. Тарло (Tarlo), Вавржинец из Казимержа (z Kazimierza).

Топор II (Бокий, Bokij, Topor)
1. Бокий (Bokij, Bokiey)
2. Болтуц (Boltuc)
3. Годачевские (Godaczewski)
4. Колыские (Kolyski)
5. Кулиские (Kuliski)
6. Пехержевские (Pecherzewski)
7. Печифортские (Pieczyfortski)
8. Печихойские (Pieczychojski).